# Кустов Ігор Єфремович
Ігор Єфремович Кустов (рос. Игорь Ефремович Кустов; 7 червня 1921, Кувшиново — 22 грудня 1943) — радянський військовий льотчик, Герой Радянського Союзу (1943).

## Біографія
Народився 7 червня 1921 року в місті Кувшиновому (нині Тверській області Росії). Росіянин. Закінчив дев'ять класів середньої школи, потім аероклуб в Брянську, куди переїхав разом з родиною в 1931 році. Член ВКП (б).
У 1940 році призваний до лав Червоної Армії. У 1941 році закінчив Чугуївську військову авіаційну школу пілотів. У боях німецько-радянської війни з грудня 1941 року.
До квітня 1942 року льотчик 728-го винищувального авіаційного полку (3-я ударна армія, Калінінський фронт) старший лейтенант І. Є. Кустов здійснив 71 бойовий виліт, в повітряних боях збив особисто 7 і в складі групи 12 літаків противника. 18 серпня 1942 року був поранений, лікувався в госпіталі.
Указом Президії Верховної Ради СРСР від 30 січня 1943 року «за мужність і героїзм, проявлені в повітряних боях з німецько-фашистськими загарбниками» старшому лейтенанту І. Є. Кустову присвоєно звання Героя Радянського Союзу з врученням ордена Леніна і медалі «Золота Зірка» (№ 1039).
В армійські лави повернувся у жовтні 1943 року. 22 грудня 1943 року, через погані погодні умови, загинув в авіаційній катастрофі під Києвом, коли летів на своє весілля. На той час здійснив близько 200 бойових вильотів, збив 20 літаків противника особисто і 12 в групі з товаришами.

Надгробок Ігоря Кустова

Похований в Києві на Солом'янському кладовищі.

## Нагороди
Нагороджений орденом Леніна і двома орденами Червоного Прапора, медалями.

## Вшанування пам'яті
На будівлі школи міста Кувшинова встановлена меморіальна дошка, а в Брянську — пам'ятник Кустову. Школа № 27 Фокінського району Брянська, де він навчався, носить його ім'я. Там же відкрито пам'ятник її учням, що загинули під час німецько-радянської війни, на якому є і І. Є. Кустов.